# Tantra (groupe portugais)
Pour les articles homonymes, voir Tantra (groupe).
Tantra est un groupe portugais de rock progressif et symphonique.

## Histoire
Tantra est formé en 1977 à Lisbonne par Américo Luís (basse), Manuel Cardoso (Frodo) (guitare), Armando Gama (claviers) et Tozé Almeida (batterie). À cette même période, ils sortent leur premier album, Mistérios e Maravilhas, qui sera réédité dans le reste de l'Europe en 1978. En 1978, Armando Gama quitte le groupe pour se consacrer à une carrière solo, et est remplacé par Pedro Luís (claviers). La même année, ils sortent un deuxième album studio, intitulé Holocausto, qui est réédité dans le reste de l'Europe en 1979.
Le groupe se sépare en 1981, jusqu'à ce que Manuel Cardoso reforme le groupe en 1998 (il est cependant le seul élément de la formation originale). En 2005, ils sortent un nouvel album intitulé Delirium.

## Membres
- Américo Luís - basse
- Manuel Cardoso - voix, guitare
- Armando Gama - claviers
- Tozé Almeida - batterie

## Discographie
- 1977 : Mistérios e Maravilhas
- 1978 : Holocausto
- 1980 : Humanoid Flesh
- 2001 : Terra
- 2003 : Live Ritual
- 2005 : Delirium